# Lac Boone
Pour les articles homonymes, voir Boone.
Le lac Boone est un lac de barrage situé sur les comtés de Sullivan et Washington dans le nord-est du Tennessee. Il est formé par le barrage de Boone à la confluence de la rivière Watauga avec la fourche sud de l'Holston.
Le barrage et le réservoir sont entretenus et exploités par la Tennessee Valley Authority (TVA). Le lac a une superficie d'environ 18 km2 et une capacité de stockage de 93 534 000 m3. 